# Пежо тип 1
Пежо тип 1  (фр. Peugeot Type 1) или Серполе трицикл је мали парни трицикл, произведен у  Пежоу 1886. године. То је први аутомобил икада произведен у Пежоу.
Серполе трицикл (Пежо тип 1) је био један од првих индустријски произведених моторних возила. Возило је дизајнирано од стране Леона Серполеа, а први пут је представљено 1886. године. То је било возило на три точка, поседовало је парни котао на нафту и једноцилиндрични мотор са котурастим вентилима и коленастом осовином. Снага трицикла произведеног 1899. године била је око 5 КС са 4 цилиндра, а постизао максималну брзину од око 25 кметара на час.

## Галерија
- Пежо тип 1 из 1891.
- Пежо тип 1